# Iglesia de la Inmaculada Concepción (Otos)
La iglesia de la Inmaculada Concepción es un templo católico situado en la calle de la Iglesia del municipio de Otos. Es Bien de Relevancia Local con identificador número 46.24.185-002.

## Historia
El edificio sustituyó a otro anterior erigido en 1574 (fecha de la erección como parroquia). La construcción del actual templo se realizó entre 1721 y 1724. La bendición de la nueva iglesia tuvo lugar en 1742.

## Descripción

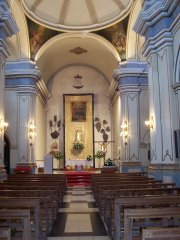

La iglesia se halla ligeramente sobreelevada respecto de los edificios de su entorno. Su fachada forma una replaza porque se encuentra ligeramente retranqueada respecto de la alineación general de las fachadas de la calle. El acceso a la puerta se realiza mediante una escalinata que salva la mencionada sobreelevación. La puerta de la fachada es la única que existe a inicios del siglo XXI, ya que una entrada secundaria que daba acceso a la capilla del Cristo fue eliminada.
Se trata de un templo con tres naves y altares entre los contrafuertes. Tiene el crucero cubierto con cúpula y el presbiterio de cabecera recta, con un trasagrario que comunica la capilla de la comunión y la sacristía. Esta dos salas son simétricas y flanquean el presbiterio.